# 8133 Таканотьоей
8133 Таканотьоей (8133 Takanochoei) — астероїд головного поясу, відкритий 18 лютого 1977 року.
Тіссеранів параметр щодо Юпітера — 3,188.
Названо на честь Такано Тьоей (яп. たかの・ちょうえい(高野長英) такано тьо:ей).